# Sandy Powell (jelmeztervező)
Sandy Powell, OBE (London, 1960. április 7.) Oscar-díjas brit jelmeztervező.

## Élete
Powell édesanyjától tanult meg varrni, először saját babáit öltöztette, majd magának kezdett ruhákat tervezni. A Londoni Central Saint Martin Művészeti Főiskolára járt színpadi design szakra, a főiskola második évében azonban megismerkedett Lindsay Kemp brit koreográfussal, akinek hatására otthagyta az iskolát és a színháznak kezdett el dolgozni. Asszisztensi feladatokat zenés videók kosztümdesignja követte, végül Powell eljutott a filmiparig. 
Derek Jarman felkérte őt, hogy tervezze meg a Caravaggio életrajzi filmjének jelmezeit. Powell pályáján elindulva több filmnek is felvázolta ötleteit, de az első áttörésre 1992-ig várnia kellett. Az Orlando című történelmi film a főszerepben Tilda Swintonnal felkeltette Powellre a figyelmet, és Oscar- és BAFTA-díjra jelölték jelmezeit. 1994-ben az Interjú a vámpírral filmadaptációján dolgozhatott, aminek kosztümtervei Szaturnusz-díjat nyertek. A galamb szárnyai, a Bálványrock és a Szerelmes Shakespeare megalapozták Powell népszerűségét és elnyerte első Oscar-díját. 
Powell további fontosabb kollekciói az Egy kapcsolat vége, az Aviátor és Az ifjú Viktória királynő, amiért minden fontosabb díjat bezsebelt. 2011-ben II. Erzsébet királynő a Brit Birodalom Rendjének tisztjévé tette (OBE). 
Powell a fantasyfilmek területén is tevékenykedett, 2011-ben A leleményes Hugo jelmezeit alkotta meg, 2015-ben nagyszabású tervei voltak láthatók a Hamupipőke újabb feldolgozásában, legutóbbi pedig a 2018-as Mary Poppins visszatér. 2019-ben a legjobb európai jelmeztervező lett A kedvenc című kosztümjeiért.

## Munkássága
- 1985: A Midsummer Night's Dream
- 1985: Wings of Death
- 1986: Caravaggio
- 1987: Anglia alkonya
- 1988: Viharos hétfő
- 1988: A királynőért és a hazáért
- 1989: Venus Peter
- 1989: Shadow of China
- 1990: Killing Dad or How to Love Your Mother
- 1991: A csoda
- 1991: A tévedések pápája
- 1991: II. Edward
- 1992: Orlando
- 1992: Síró játék
- 1993: Wittgenstein
- 1994: Ember a talpán
- 1994: Interjú a vámpírral
- 1995: Rob Roy
- 1996: Michael Collins
- 1997: A kis véreskezű
- 1997: A galamb szárnyai
- 1998: Bálványrock – Velvet Goldmine
- 1998: Hilary és Jackie
- 1998: Szerelmes Shakespeare
- 1999: Felícia utazása
- 1999: Júlia kisasszony
- 1999: Egy kapcsolat vége
- 2002: Távol a mennyországtól
- 2002: New York bandái
- 2003: Sylvia
- 2004: Aviátor
- 2005: Mrs. Henderson bemutatja
- 2006: A tégla
- 2008: A másik Boleyn lány
- 2009: Az ifjú Viktória királynő
- 2010: Viharsziget
- 2010: The Tempest
- 2011: A leleményes Hugo
- 2012: Suspension of Disbelief
- 2013: A Wall Street farkasa
- 2015: Hamupipőke
- 2015: Carol
- 2017: Wonderstruck
- 2017: Így csajozz egy földönkívülivel
- 2018: A kedvenc
- 2018: Mary Poppins visszatér
- 2019: Az ír
- 2020: The Glorias

## Díjak és jelölések
| Cím                           | Díj                                                                     | Eredmény |
| ----------------------------- | ----------------------------------------------------------------------- | -------- |
| Orlando                       | BAFTA-díj a legjobb jelmeztervezésért                                   | Jelölve  |
| Orlando                       | Oscar-díj a legjobb jelmeztervezésért                                   | Jelölve  |
| Interjú a vámpírral           | BAFTA-díj a legjobb jelmeztervezésért                                   | Jelölve  |
| Interjú a vámpírral           | Szaturnusz-díj a legjobb jelmeznek                                      | Elnyerte |
| A galamb szárnyai             | BAFTA-díj a legjobb jelmeztervezésért                                   | Jelölve  |
| A galamb szárnyai             | Oscar-díj a legjobb jelmeztervezésért                                   | Jelölve  |
| Szerelmes Shakespeare         | BAFTA-díj a legjobb jelmeztervezésért                                   | Jelölve  |
| Szerelmes Shakespeare         | Oscar-díj a legjobb jelmeztervezésért                                   | Elnyerte |
| Bálványrock – Velvet Goldmine | BAFTA-díj a legjobb jelmeztervezésért                                   | Elnyerte |
| Bálványrock – Velvet Goldmine | Oscar-díj a legjobb jelmeztervezésért                                   | Jelölve  |
| Egy kapcsolat vége            | BAFTA-díj a legjobb jelmeztervezésért                                   | Jelölve  |
| New York bandái               | BAFTA-díj a legjobb jelmeztervezésért                                   | Jelölve  |
| New York bandái               | Oscar-díj a legjobb jelmeztervezésért                                   | Jelölve  |
| Aviátor                       | BAFTA-díj a legjobb jelmeztervezésért                                   | Jelölve  |
| Aviátor                       | Costume Designers Guild-díj a legjobb történelmi/fantasyfilmnek         | Jelölve  |
| Aviátor                       | Oscar-díj a legjobb jelmeztervezésért                                   | Elnyerte |
| Mrs. Henderson bemutatja      | BAFTA-díj a legjobb jelmeztervezésért                                   | Jelölve  |
| Mrs. Henderson bemutatja      | Oscar-díj a legjobb jelmeztervezésért                                   | Jelölve  |
| Az ifjú Viktória királynő     | BAFTA-díj a legjobb jelmeztervezésért                                   | Elnyerte |
| Az ifjú Viktória királynő     | Costume Designers Guild-díj a legjobb történelmi filmnek                | Elnyerte |
| Az ifjú Viktória királynő     | Oscar-díj a legjobb jelmeztervezésért                                   | Elnyerte |
| The Tempest                   | Costume Designers Guild-díj a legjobb fantasyfilmnek                    | Jelölve  |
| The Tempest                   | Oscar-díj a legjobb jelmeztervezésért                                   | Jelölve  |
| A leleményes Hugo             | BAFTA-díj a legjobb jelmeztervezésért                                   | Jelölve  |
| A leleményes Hugo             | Costume Designers Guild-díj a legjobb történelmi filmnek                | Jelölve  |
| A leleményes Hugo             | Oscar-díj a legjobb jelmeztervezésért                                   | Jelölve  |
| A leleményes Hugo             | Szaturnusz-díj a legjobb jelmeznek                                      | Jelölve  |
| Hamupipőke                    | BAFTA-díj a legjobb jelmeztervezésért                                   | Jelölve  |
| Hamupipőke                    | Costume Designers Guild-díj a legjobb fantasyfilmnek                    | Jelölve  |
| Hamupipőke                    | Oscar-díj a legjobb jelmeztervezésért                                   | Jelölve  |
| Hamupipőke                    | Szaturnusz-díj a legjobb jelmeznek                                      | Jelölve  |
| Carol                         | BAFTA-díj a legjobb jelmeztervezésért                                   | Jelölve  |
| Carol                         | Costume Designers Guild-díj a legjobb történelmi filmnek                | Jelölve  |
| Carol                         | Oscar-díj a legjobb jelmeztervezésért                                   | Jelölve  |
| Mary Poppins visszatér        | BAFTA-díj a legjobb jelmeztervezésért                                   | Jelölve  |
| Mary Poppins visszatér        | Costume Designers Guild-díj a legjobb történelmi filmnek                | Jelölve  |
| Mary Poppins visszatér        | Oscar-díj a legjobb jelmeztervezésért                                   | Jelölve  |
| Mary Poppins visszatér        | Szaturnusz-díj a legjobb jelmeznek                                      | Jelölve  |
| A kedvenc                     | BAFTA-díj a legjobb jelmeztervezésért                                   | Elnyerte |
| A kedvenc                     | Costume Designers Guild-díj a legjobb történelmi filmnek                | Elnyerte |
| A kedvenc                     | Legjobb európai jelmeztervező                                           | Elnyerte |
| A kedvenc                     | Oscar-díj a legjobb jelmeztervezésért                                   | Jelölve  |
| Az ír                         | BAFTA-díj a legjobb jelmeztervezésért megosztva Christopher Petersonnal | Jelölve  |
| Az ír                         | Oscar-díj a legjobb jelmeztervezésért megosztva Christopher Petersonnal | Jelölve  |